# Карта де Вирга

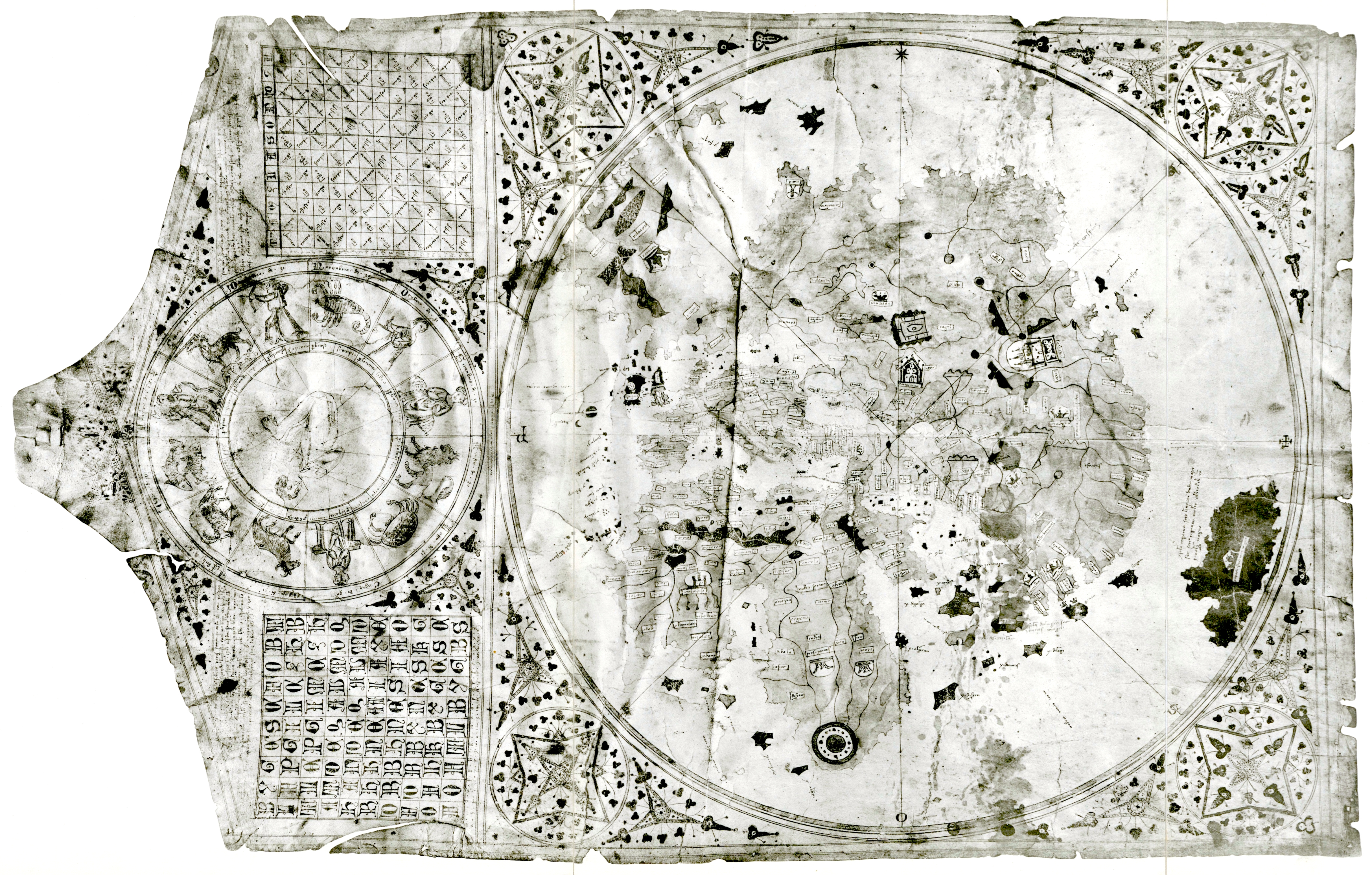
Карта де Вирга

Карта де Вирга — круглая венецианская карта мира диаметром примерно 410 миллиметров, изготовленная в 1410-х годах картографом Альбертино де Вирга. Она была обнаружена в 1911 году в лавке боснийского старьёвщика и пропала во время аукциона в 1932 году. Её нынешнее местонахождение неизвестно.
На карте де Вирги изображены Азорские и Канарские острова, Каракорум и другие восточные города (с названиями из книги Марко Поло), Япония (впервые в европейской картографии), а также традиционные локации средневековых легенд — царство пресвитера Иоанна, земля Гога и Магога, Эдемский сад (возможно, по описаниям Джона Мандевиля).
Карта де Вирга была полихромной: море закрашено белым цветом (за исключением Красного моря), а суша — жёлтым. На листе пергамента с картой соседствовали изображения знаков зодиака и таблицы для вычисления фаз Луны и времени празднования Пасхи.